# ETAP

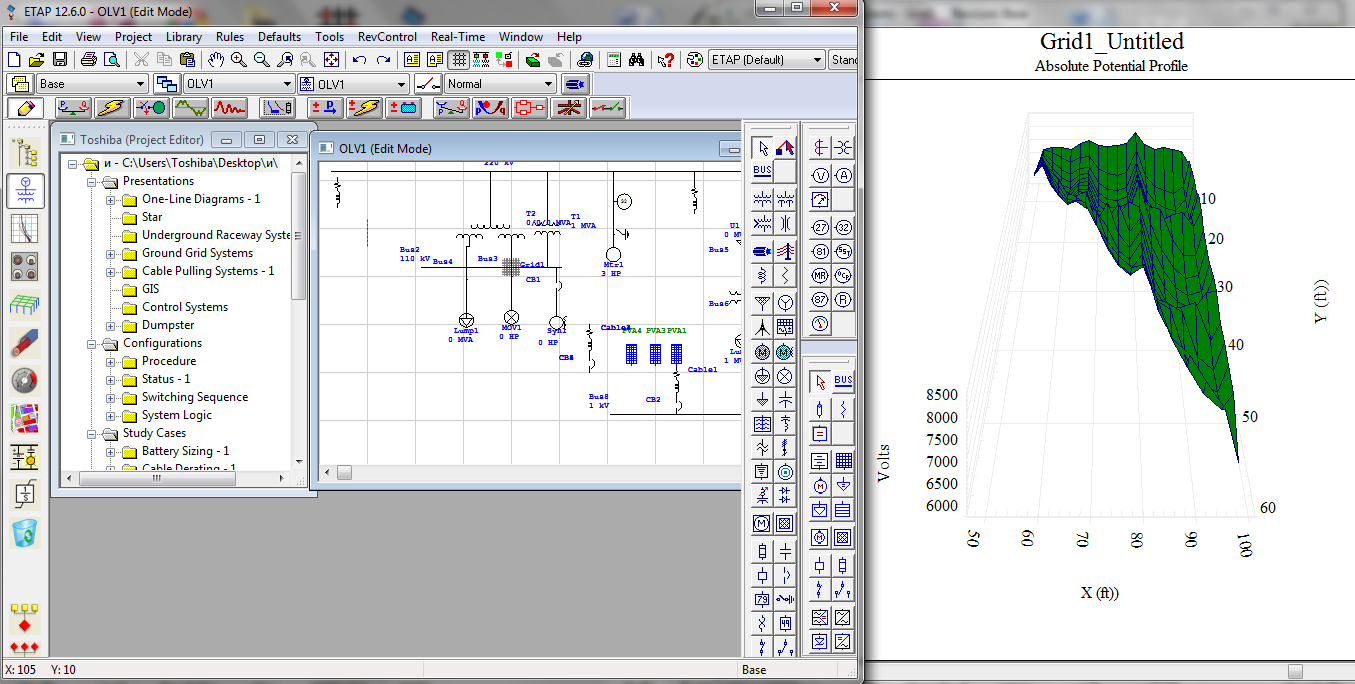
Etap

Electrical Transient and Analysis Program (ETAP) es un software propietario utilizado para sistemas de energía. El software es usado por técnicos e ingenieros de diseño fundamentalmente para la simulación de sistemas de energía, incluyendo los sistemas de tierra, el seguimiento de los sistemas de energía, la potencia y otros.
El fundador de la plataforma de software fue el Dr. Farrokh Shokooh
. La primera versión liberada en 1984. Conferencia de 2016 se llevó a cabo con la participación de ingenieros utilizando el programa. Los proyectos en entorno de software desarrolladas basadas IEEE y ANSI normas.

## Cálculos y simulaciones
- Análisis de cortocircuito
- Alta/media/baja tensión[4]
- AC y DC Arc flash
- Cable tirando